# Педро Гарсія Кампіло
Педро Гарсія Кампіло або просто Педро Гарсія (ісп. Pedro García Campillo, нар. 14 березня 2000, Картахена, Мурсія, Іспанія) — іспанський футболіст, центральний захисник клубу «Агробізнес» (Волочиськ).

## Життєпис
Народився в місті Картахена, провінція Мурсія. Визованець молодіжної академії «Вільярреалу», в якій виступав починаючи з сезону 2016/17 років. У червні 2018 року залишив команду та перейшов до «Реал Бетісу», де виступав за команду U-19. Також у сезоні 2018/19 років зіграв 7 матчів у футболці другої команди «Реал Бетісу» в Терсері.
15 липня 2019 року підписав контракт з «Агробізнесом», ставши першим легіонером в історії клубу. Дебютував у новій команді 3 серпня 2019 року в програному (0:2) виїзному поєдинку 2-о туру Першої ліги проти петрівського «Інгульця». Педро вийшов на поле на 81-й хвилині, замінивши Ігора Бойчука.